# Kamienica przy ulicy Mickiewicza 18 w Katowicach
Kamienica przy ulicy Adama Mickiewicza 18 w Katowicach – kamienica mieszkalno-handlowa w Katowicach, położona na obszarze Śródmieścia, przy ulicy Adama Mickiewicza 18. Pochodzi ona z początku XX wieku i jest w pisana do gminnej ewidencji zabytków miasta Katowice. Według stanu z kwietnia 2021 roku, w rejestrze REGON przy ulicy A. Mickiewicza 18 było zarejestrowanych 19 firm.

## Historia
Kamienica znajdowała się dokładnie vis-a-vis budynku zarządu kompleksu Synagogi Wielkiej (niem. Groẞe Synagoge) oraz samej synagogi. Obecnie w przebudowanym budynku zarządu synagogi znajduje się zespół przychodni miejskich. W tamtym czasie nawierzchnia tego odcinka ulicy była wyłożona korkiem, aby odgłosy ruchu ulicznego nie przeszkadzały modlącym się. Dokładna data jej wybudowania nie jest znana, natomiast pojawia się ona już na planie miasta z 1898, 1900 i 1910 roku. Jednakże to, że rzut kamienicy znajdował się na planie miasta, nie oznaczał jeszcze, że budynek był oddany do użytkowania – w 1898 roku mógł to być projekt budowlany na różnym etapie realizacji. Przeglądając historyczne pocztówki z fotografiami ulicy możemy zawęzić rok wybudowania. Na podstawie fotografii pocztówkowych można zauważyć, że zabudowania przy południowej pierzei obecnej ulicy A. Mickiewicza powstawały w trzech etapach. W latach 1897–1899 powstały kamienice pod nr.: 8 (koniec XIX wieku), 10 (lata 1897–1898), 12 (1898 rok) i 16 (1899 rok). Następnie na fotografiach po zachodniej stronie od nr. 16 pojawia się kamienica pod nr. 18. W roku 1905 wybudowana zostaje kamienica pod nr. 14 i 20, a w podobnym czasie pod nr. 22. Oddanie do użytkowania kamienicy pod nr. 18 musiało więc nastąpić w latach 1900–1904, najprawdopodobniej na początku tego okresu, biorąc pod uwagę fakt, że rzut kamienicy widoczny jest na planie miasta z 1898 roku, a budowa budynku o takiej kubaturze w tamtych czasach zajmowała 1–2 lata. Nie znamy budowniczego tej kamienicy. 
Według innego źródła kamienia powstała w 1906 roku. W późniejszym czasie została ona nadbudowana.

## Mieszkańcy i właściciele kamienicy

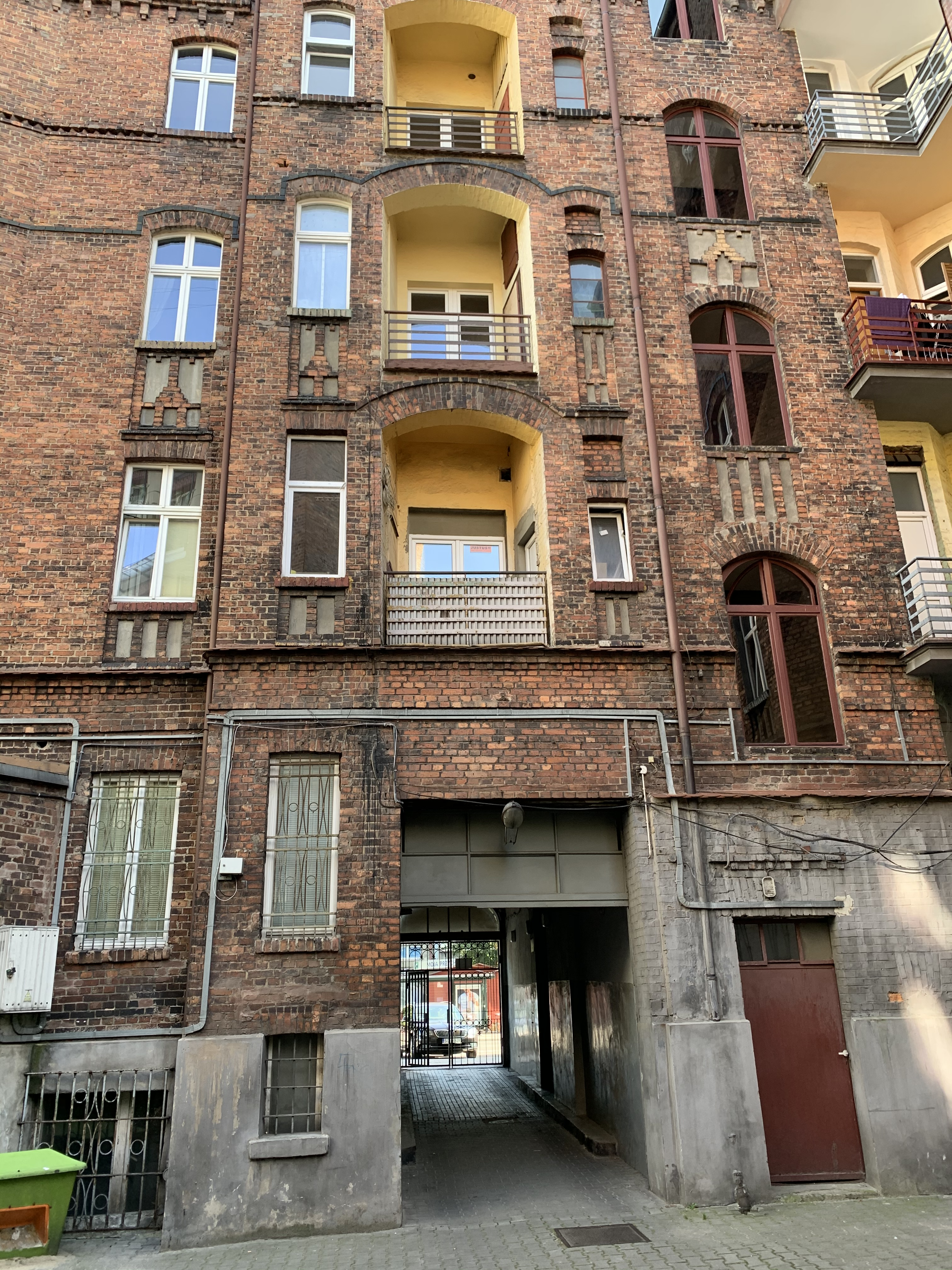
Widok od strony dziedzińca

W niemieckojęzycznej księdze adresowej z 1905 roku (Adressbuch für Kattowitz) jako właściciel kamienicy podany jest kupiec Adolf Centaver (Centawer), który prowadził sprzedaż mąki i innych produktów hurtowo i detalicznie w Katowicach i był prawdopodobnie pierwszym właścicielem kamienicy przy ulicy A. Mickiewicza 18. Mieszkańcami kamienicy w tym czasie byli: Hermann Danziger (prawnik, niem. Rechtsanwalt), Fritz Dams (dekorator, niem. Dekorateur), Louise Fischer (praczka, niem. Wäscherin), Emil Kreffin (wysoki urzędnik, niem. Regierungsrat), Wilhelm Krett (maszynista, niem. Maschinist), Paul Lesch (inżynier, niem. Ingenieur), Gustav Weber (Reg. Baumftr.?), Arnold Singer (kupiec drewna, niem. Holzkaufmann), Max Strobl (zawiadowca odcinka drogowego-toromistrz, niem. Bahnmeister), Kurt Schneider (majster, niem. Werkmeister), Mylius Wagner (kupiec, niem. Kaufmann), Louis Wechselmann (kupiec, niem. Kaufmann), Pauline Witton (wdowa, niem. Witwe), Albert Babelberg (inżynier, niem. Ingenieur).
Wg niemieckojęzycznej księgi adresowej z roku 1910 (Adressbuch für Kattowitz und Umgegend), właścicielem kamienicy był emeryt Louis (imię hebrajskie Jehuda) Tichauer, który umiera w 1915 roku i zostaje pochowany na cmentarzu gminy synagogalnej w Katowicach, przy dzisiejszej ulicy Kozielskiej, a rok później zostaje pochowana w tej samej mogile jego żona Fanny Tichauer z domu Boss. Z księgi adresowej dowiadujemy się również, że gospodynią domu (niem. Hausmeister) była Pani Krett. Lokatorami w tamtym czasie byli głównie kupcy (Siegfried Glücksmann, Arnold Singer, Salo Eisner, Mylius Wagner, Franz Raczeck), inżynier (Alfred Dix), księgowy (Georg Hirsch), mistrz krawiecki (Paul Wrobel), piwniczny (Erich Bartnik), fotograf (Friedrich Weinmann), robotnik (Rudolf Pawlitza). Na podstawie tego historycznego źródła nie wiemy jednak czy właściciel kamienicy również tam zamieszkiwał i dokładnie które lokale były zamieszkiwane przez poszczególnych lokatorów. Księga adresowa z 1912 roku ujawnia, że właścicielem kamienicy był Centawer A. und Genossen.
Znacznie więcej informacji uzyskujemy z Księgi Adresowej Miasta Wielkich Katowic z 1935/36 roku. Zmienił się właściciel budynku – był nim Feliks Wieczorek, który zamieszkiwał mieszanie nr 5, na 1. piętrze. Pozostałe mieszkania zamieszkiwali: Klara Gross (m.1, parter), stróżka Elżbieta Zimmermann i przedstawiciel Gabryel Brathspiess (m. 2, parter), krawiec Józef Rek (m. 4, parter), kupiec Arnold Singer (m. 6, 1. piętro) – mieszkał już w 1910 r., kupiec Herman Wiener (m. 9, 3. piętro), dyrektor Henryk Gehlken (m. 10, 3. piętro), maszynista Wilhelm Krett (m. 11, poddasze) – najprawdopodobniej krewny Pani Krett – gospodyni z poprzedniego spisu, ślusarz Wilhelm Buzig (m. 12, poddasze), szofer Józef Schwierkott (m. 13, poddasze), swoje lokale usługowe mieli wtedy również: kupiec Dawid Wessertheil, adwokat Leon Warmski, lekarz dentysta Borkowska-Kornacewicz, Bielskie wyroby sukienne wł. Braff, Franciszek Jeckel siodlarstwo i tapicerstwo. Najprawdopodobniej piętro drugie nie było wtedy zamieszkałe. Na tamten czas 7 osób miało zainstalowany telefon, numery od 304-53 (Herman Wiener) do 348-54 (Józef Rek). Obecnie na parterze budynku frontowego i oficyny, pierwszym piętrze oraz częściowo drugim i trzecim piętrze znajdują się lokale użytkowe, pozostałe pomieszczenia stanowią lokale mieszkalne.

## Architektura zewnętrzna
Kamienica została wybudowana w stylu secesyjnym charakterystycznym dla przełomu XIX i XX w. Wzniesiono ją na planie prostokąta, z oficyną boczną od strony wschodniej. Zwarta bryła posiadała 3 piętra, podpiwniczenie, poddasze, elewacja frontowa jest 9-osiowa. Pierwotnie budynek posiadał dwuspadowy dach o stromej połaci frontowej z dwiema lukarnami w osi balkonów oraz trzema mansardami pomiędzy nimi. Pierwotny wygląd kamienicy można zobaczyć na pocztówce z 1908 roku przedstawiającej plac Synagogi (trzecia kamienica od prawej). Od tego czasu przebudowano poddasze kamienicy – zlikwidowano szczyty, mansardy, dach dwuspadowy przebudowano na jednospadowy. Nie znamy przyczyny przebudowy poddasza, być może był to wynik pożaru, a być może zaplanowana przebudowa.
Powierzchnia użytkowa kamienicy wynosi 1298,12 m², natomiast powierzchnia budynku 394,75 m². Kamienica jest wpisana do Gminnej Ewidencji Zabytków – kartę opracowało Biuro Konserwatora Zabytków Urzędu Miasta Katowice w 2012 roku.

## Wystrój wnętrz
We wnętrzu zachowały się oryginalne dwubiegowe drewniane schody z tralkowaną balustradą, oryginalna mozaikowa posadzka na klatce schodowej oraz w przejeździe bramnym, w większości zachowała się oryginalna dwuskrzydłowa stolarka drzwiowa wejściowa. W części mieszkań zachowały się ozdobne piece kaflowe oraz wewnętrzna stolarka drzwiowa. Wysokość pomieszczeń na piętrach 1-3 wynosi ok. 3,3 m, na parterze ok. 4 m. Rozkład pomieszczeń w mieszkaniach najczęściej odbiega od pierwotnego układu.

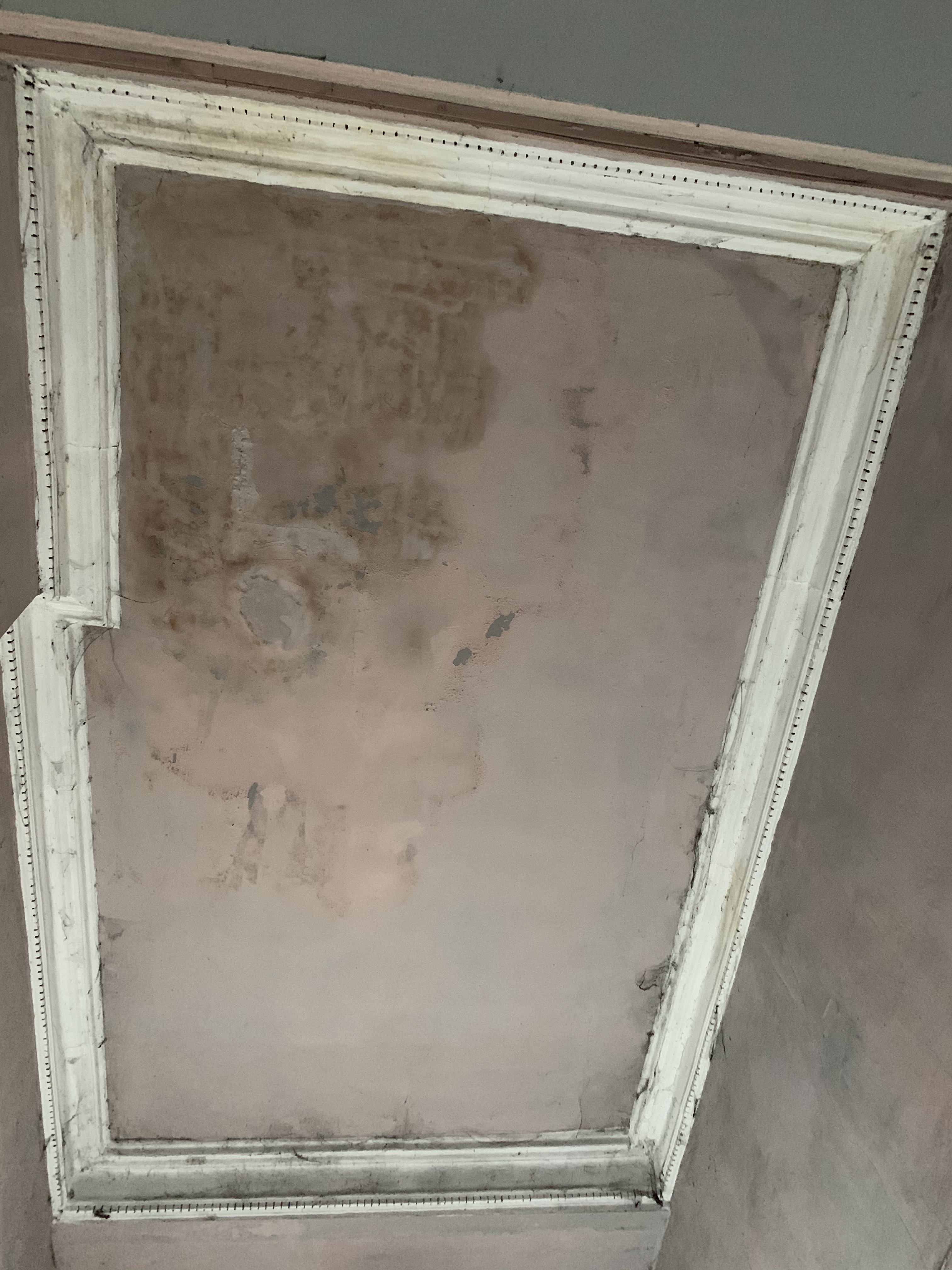
Sztukateria na suficie prześwitu bramowego
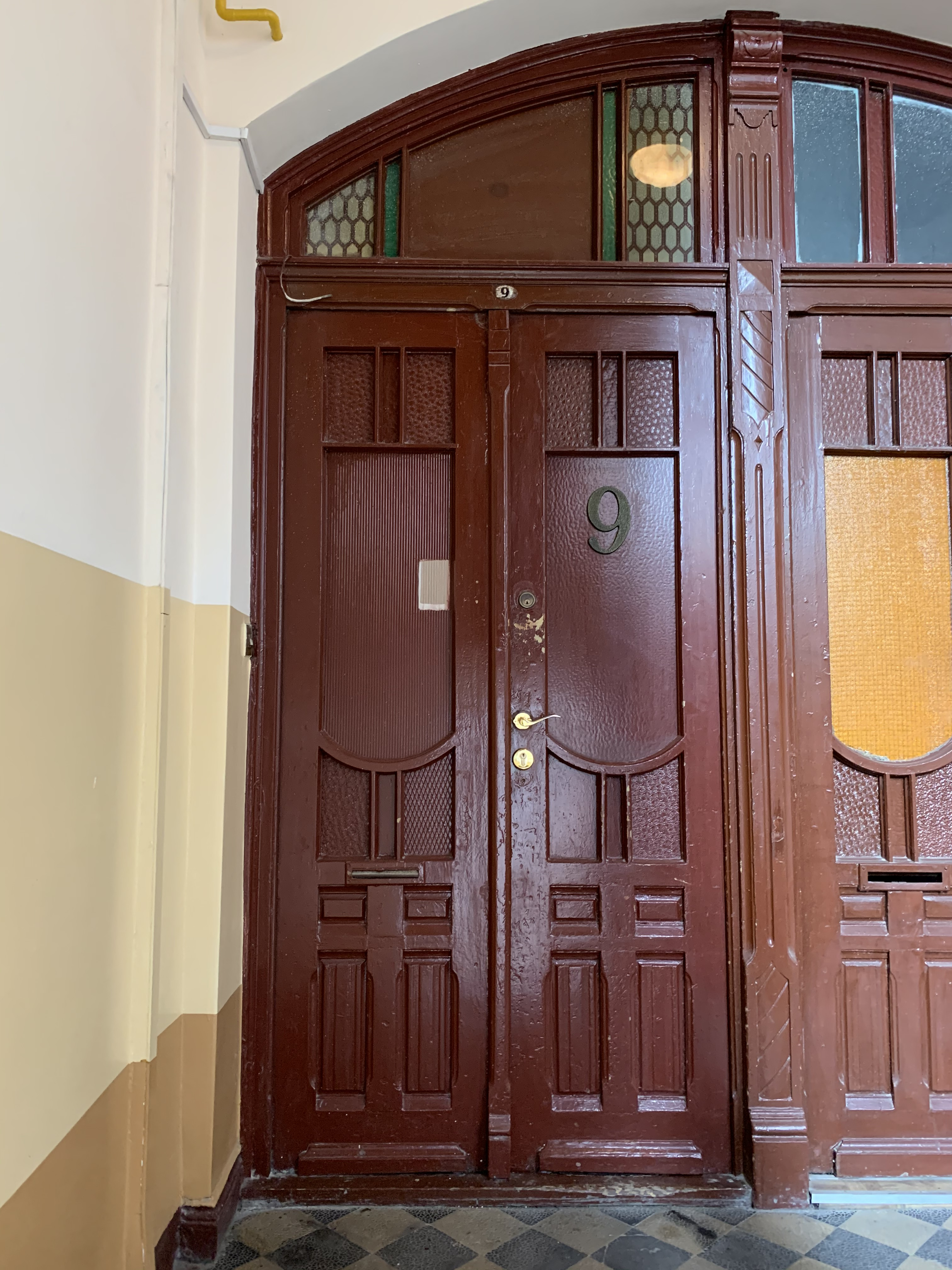
Zabytkowa stolarka drzwiowa wejściowa wewnętrzna
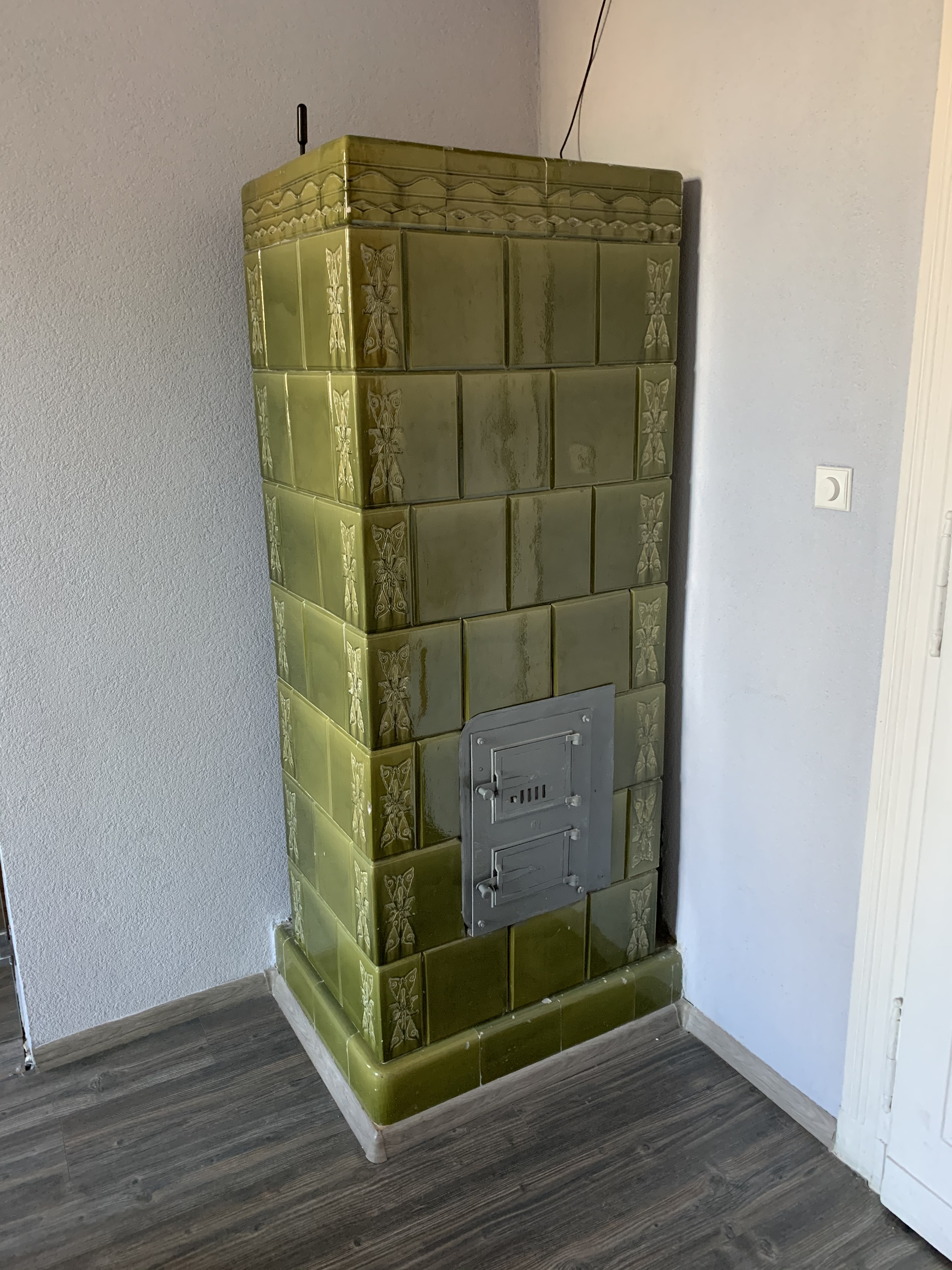
Piec kaflowy w ówczesnym pokoju dziennym
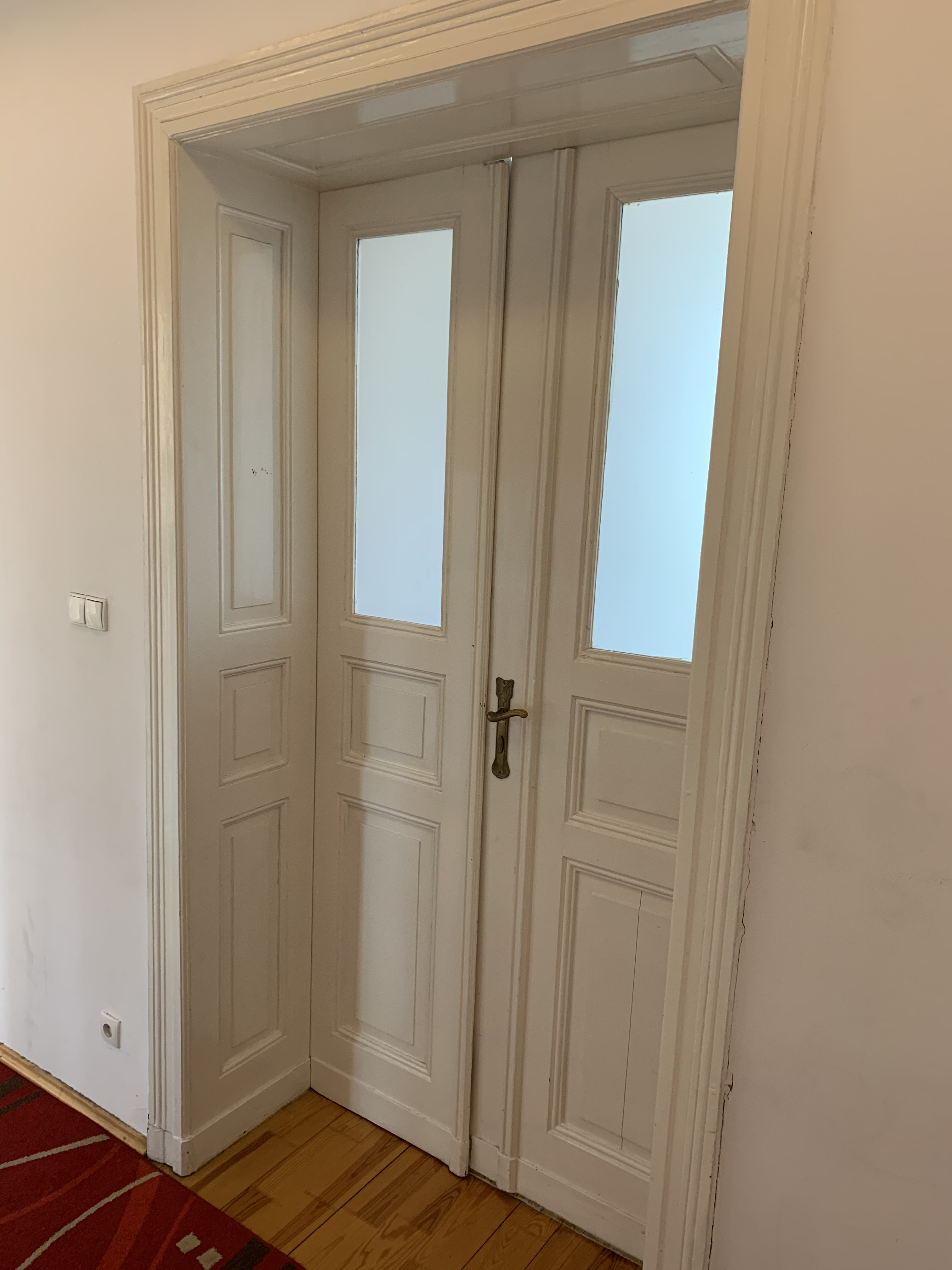
Zabytkowe drzwi dwuskrzydłowe wewnętrzne